# Pachnoda trimaculata
Pachnoda trimaculata är en skalbaggsart som beskrevs av Ernst Gustav Kraatz 1885. Pachnoda trimaculata ingår i släktet Pachnoda och familjen Cetoniidae. Utöver nominatformen finns också underarten P. t. turlini.